# Źródło Hronu

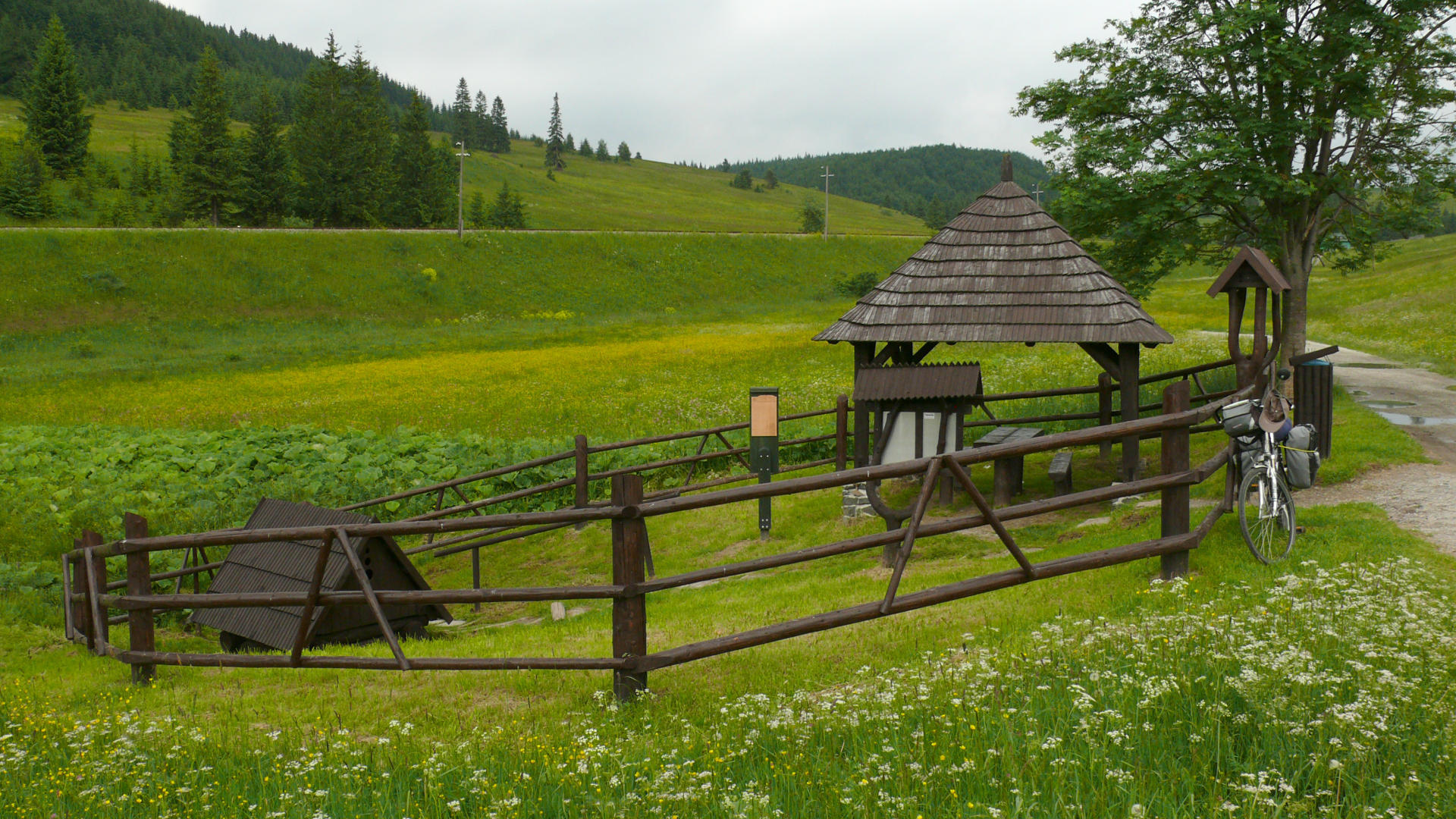
Źródło Hronu

Źródło Hronu (słow. prameň Hrona) – źródło rzeki Hron na Słowacji. Znajduje się po północno-wschodniej stronie zabudowań miejscowości Telgárt, w Kotlinie Helpiańskiej, u podnóży masywu Kráľova hoľa, a dokładniej u południowo-wschodnich podnóży wzniesienia Gregová. Obok źródła biegnie droga krajowa nr 66 i linia kolejowa 173 Margecany – Červená Skala.
Źródło posiada obudowaną studzienkę. Obok źródła znajduje się wiata dla turystów i niewielki parking.